# Denemarken op het Eurovisiesongfestival 2023

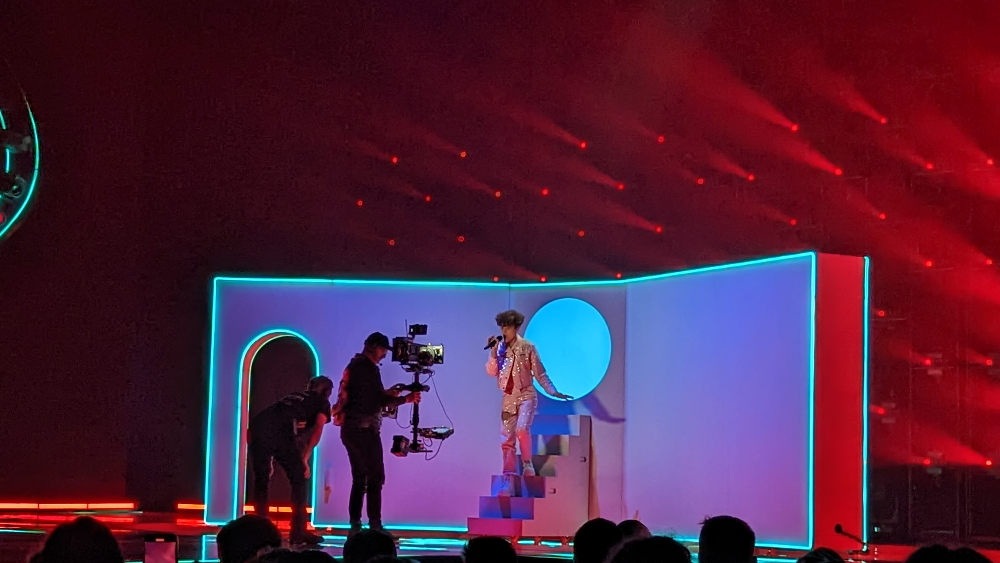
Reiley tijdens de repetities in Liverpool.

Denemarken nam deel aan het Eurovisie Songfestival 2023 in Liverpool, Verenigd Koninkrijk, met "Breaking My Heart" uitgevoerd door Reiley. De Deense omroep DR organiseerde de nationale finale Dansk Melodi Grand Prix 2023 om de Deense inzending te selecteren. Acht nummers streden in een televisieshow waar de winnaar werd bepaald door middel van twee stemrondes.

## Dansk Melodi Grand Prix 2023
Dansk Melodi Grand Prix 2023 was de 53ste editie van de nationale finale Dansk Melodi Grand Prix. Het evenement vond plaats op 11 februari 2023 in de Næstved Arena in Næstved, gepresenteerd door Tina Müller en Heino Hansen.

#### Formaat
Acht nummers, allemaal begeleid door het DR Grand Prix-orkest, streden in één show waar de uiteindelijke winnaar werd bepaald na twee stemrondes. In de eerste ronde kwalificeerden de drie beste nummers, dat uitsluitend bepaald werd door televoting, zich voor de superfinale. In de superfinale werd de winnaar bepaald op basis van de combinatie van stemmen uit de televoting en een vijfkoppige jury. Kijkers konden stemmen via sms of een nieuw geïntroduceerde mobiele app die speciaal voor de wedstrijd werd ontworpen.  Voorafgaand aan de show kreeg het publiek tussen 6 en 10 februari 2023 elke dag één gratis stem op de app, terwijl kijkers die de app tijdens de show gebruikten twee gratis stemmen kregen.
De vijfkoppige jury bestond uit:
- Anders Stig Gehrt Nielsen (Anders SG) - muzikant
- Annika Aakjær [da] - singer-songwriter
- Emmelie de Forest - singer-songwriter, winnaar van het Eurovisie Songfestival 2013
- Mich Hedin Hansen (Cutfather) - songwriter en muziekproducent
- Ole Tøpholm - radiopresentator op DR P3

#### Finale
De finale vond plaats op 11 februari 2023. De startvolgorde werd bepaald door DR en aangekondigd op 31 januari 2023. In de superfinale werd de winnaar, "Breaking My Heart" uitgevoerd door Reiley, geselecteerd op basis van de stemmen van een vijfkoppige jury (50%) en een openbare stemming (50%).  
| Tekenen | Artiest               | Liedje                  | Resultaat    |
| ------- | --------------------- | ----------------------- | ------------ |
| 1       | Frederik Leopold      | "Stuck on You"          | geëlimineerd |
| 2       | Eyjaa                 | "I Was Gonna Marry Him" | geëlimineerd |
| 3       | Micky Skeel           | "Glansbillede"          | Geavanceerd  |
| 4       | Maia Maia             | "Beautiful Bullshit"    | Geëlimineerd |
| 5       | Nicklas Sonne         | "Freedom"               | Geavanceerd  |
| 6       | Mariyah LeBerg        | "Human"                 | Geëlimineerd |
| 7       | Søren Torpegaard Lund | "Lige her"              | Geëlimineerd |
| 8       | Reiley                | "Breaking My Heart"     | Geavanceerd  |

| Draw | Artist        | Lied                | Jury | Televote | Totaal | Place |
| ---- | ------------- | ------------------- | ---- | -------- | ------ | ----- |
| 1    | Micky Skeel   | "Glansbillede"      | 8%   | 15%      | 23%    | 3     |
| 2    | Nicklas Sonne | "Freedom"           | 14%  | 20%      | 34%    | 2     |
| 3    | Reiley        | "Breaking My Heart" | 28%  | 15%      | 43%    | 1     |

## In Liverpool
Denemarken kwam in Liverpool uit in de tweede halve finale op 11 mei 2023. Denemarken opent de show, en zong voor Armenië. Reiley haalde de finale niet. Achteraf bleek dat de zanger 14de geëindigd was met slechts 6 punten. 

1957 · 1958 · 1959 · 1960 · 1961 · 1962 · 1963 · 1964 · 1965 · 1966 · 1967-1977 · 1978 · 1979 · 1980 · 1981 · 1982 · 1983 · 1984 · 1985 · 1986 · 1987 · 1988 · 1989 · 1990 · 1991 · 1992 · 1993 · 1994 · 1995 · 1996 · 1997 · 1998 · 1999 · 2000 · 2001 · 2002 · 2003 · 2004 · 2005 · 2006 · 2007 · 2008 · 2009 · 2010 · 2011 · 2012 · 2013 · 2014 · 2015 · 2016 · 2017 · 2018 · 2019 · 2020 · 2021 · 2022 · 2023 · 2024 · 2025
Albanië · Armenië · Australië · Azerbeidzjan · België · Cyprus · Denemarken · Duitsland · Estland · Finland · Frankrijk · Georgië · Griekenland · Ierland · IJsland · Israël · Italië · Kroatië · Letland · Litouwen · Malta · Moldavië · Nederland · Noorwegen · Oekraïne · Oostenrijk · Polen · Portugal · Roemenië · San Marino · Servië · Slovenië · Spanje · Tsjechië · Verenigd Koninkrijk · Zweden · Zwitserland